# Ingeegoodbee River
Der Ingeegoodbee River ist ein Fluss im Südosten Australiens.

## Verlauf
Er entspringt unterhalb des Mount Pilot in der Pilot Wilderness Area, einem bundesstaatlichen Naturschutzgebiet südlich des Kosciuszko-Nationalparks. Von der Quelle fließt der Fluss nach Süden über die Grenze nach Victoria und mündet im Alpine-Nationalpark in den Suggan Buggan River.
Der Fluss liegt in seiner ganzen Länge in Naturschutzgebieten und Nationalparks. Daher gibt es an ihm keine Siedlungen, aber Bergwerke, zum Beispiel die Mount Pilot Lode Mine und die Mount Pilot Mine, in denen Magneteisenstein und andere Erze abgebaut wurden.